# Криштопівка (зупинний пункт, код ЄМР 336611)
Не плутайте цей зупинний пункт із однойменним на дільниці Хмельницький — Тернопіль.
Кришто́півка — пасажирський зупинний пункт Жмеринської дирекції залізничних перевезень Південно-Західної залізниці.
Розташований в однойменному селі Іллінецького району Вінницької області на одноколійній неелектрифікованій лінії Вінниця — Гайсин між станціями Ситківці (8 км) та Гайсин (18 км), колишня станція.
Зупиняються приміські поїзди Гайворон — Вінниця. З 5.10.2021 року поїзд курсує щоденно. Відправлення на Вінницю 3.45, прибуття 6.33. Відправлення з Вінниці 18.46, прибуття в Критопівку - 21.36.
Вартість проїзду у поїзді до Вінниці близько 30 грн. (студентам 15, пенсіонерам безкоштовно). У складі поїзда на даний час — плацкартні вагони.